# Giải bóng đá hạng ba quốc gia Cộng hòa Síp 1995–96
Giải bóng đá hạng ba quốc gia Cộng hòa Síp 1995–96 là mùa giải thứ 25 của giải bóng đá hạng ba Cộng hòa Síp. Ermis Aradippou giành danh hiệu thứ 2.

## Thể thức thi đấu
Có 14 đội bóng tham gia Giải bóng đá hạng ba quốc gia Cộng hòa Síp 1995–96. Tất cả các đội thi đấu với nhau hai lần, một ở sân nhà và một ở sân khách. Đội bóng nhiều điểm nhất vào cuối mùa giải sẽ là đội vô địch. Ba đội đầu bảng sẽ lên chơi ở Giải bóng đá hạng nhì quốc gia Cộng hòa Síp 1996–97 và ba đội cuối bảng xuống chơi tại Giải bóng đá hạng tư quốc gia Cộng hòa Síp 1996–97.

### Hệ thống điểm
Các đội bóng nhận được 3 điểm cho một trận thắng, 1 điểm cho một trận hòa và 0 điểm cho một trận thua.

## Bảng xếp hạng
| Vị thứ | Đội bóng                   | St. | T. | H. | B. | BT. | BB. | HS. | Đ  | Ghi chú                                                                 |
| ------ | -------------------------- | --- | -- | -- | -- | --- | --- | --- | -- | ----------------------------------------------------------------------- |
| 1      | Ermis Aradippou FC         | 26  |    |    |    | 59  | 19  | +40 | 55 | Vô địch-Thăng hạng Giải bóng đá hạng nhì quốc gia Cộng hòa Síp 1996–97. |
| 2      | Achyronas Liopetriou       | 26  |    |    |    | 53  | 17  | +36 | 54 | Thăng hạng Giải bóng đá hạng nhì quốc gia Cộng hòa Síp 1996–97.         |
| 3      | AEK Kakopetrias            | 26  |    |    |    | 45  | 25  | +20 | 51 | Thăng hạng Giải bóng đá hạng nhì quốc gia Cộng hòa Síp 1996–97.         |
| 4      | Rotsidis Mammari           | 26  |    |    |    | 53  | 30  | +23 | 42 |                                                                         |
| 5      | Anagennisi Germasogeias FC | 26  |    |    |    | 38  | 28  | +10 | 42 |                                                                         |
| 6      | Elia Lythrodonta           | 26  |    |    |    | 30  | 30  | +0  | 41 |                                                                         |
| 7      | APEP Pelendriou            | 26  |    |    |    | 28  | 25  | +3  | 39 |                                                                         |
| 8      | AEK Katholiki              | 26  |    |    |    | 38  | 31  | +7  | 37 |                                                                         |
| 9      | ENTHOI Lakatamia FC        | 26  |    |    |    | 26  | 25  | +1  | 33 |                                                                         |
| 10     | Orfeas Nicosia             | 26  |    |    |    | 34  | 41  | -7  | 31 |                                                                         |
| 11     | Tsaggaris Peledriou        | 26  |    |    |    | 32  | 51  | -19 | 28 |                                                                         |
| 12     | Digenis Oroklinis          | 26  |    |    |    | 27  | 35  | -8  | 27 | Xuống hạng Giải bóng đá hạng tư quốc gia Cộng hòa Síp 1996–97.          |
| 13     | Digenis Akritas Ipsona     | 26  |    |    |    | 27  | 57  | -30 | 20 | Xuống hạng Giải bóng đá hạng tư quốc gia Cộng hòa Síp 1996–97.          |
| 14     | Fotiakos Frenarou          | 26  |    |    |    | 16  | 82  | -66 | 9  | Xuống hạng Giải bóng đá hạng tư quốc gia Cộng hòa Síp 1996–97.          |

Hệ thống điểm: Thắng=3 điểm, Hòa=1 điểm, Thua=0 điểm
Luật xếp hạng: 1) Điểm, 2) Hiệu số, 3) Bàn thắng